# Caso de Cho Doo-soon
El caso de Cho Doo-soon (en coreano: 조두순 사건) se refiere a un caso de pedofilia que tuvo lugar en Ansan, Corea del Sur en diciembre de 2008, en el que Kim Na-young sería secuestrada y violada por Cho Doo-soon en el baño de una iglesia. La película de 2013, Hope se basaría en el caso.

## Desarrollo del caso
El 12 de diciembre de 2008 a las 09:00 AM, Na-young se dirigió a la escuela como cada día, pero alguien interceptó su paso en la puerta de la iglesia de Ansan (esta estaba solo a metros de la entrada de su escuela). El sujeto comenzó a preguntarle al punto de poner nerviosa a la niña, cuando ella consiguió salir al paso y dirigirse de nuevo camino ayuda de su colegio, Cho Doo-soon la cogió en brazos y se dirigió al interior de la iglesia.
Una vez dentro de la iglesia, se cometió uno de los crímenes de pederastia más atroces que se recuerdan. Dónde Na-young fue violada, golpeada y estrangulada al punto de dejarla inconsciente.
Cho Doo-soon golpeó repetidas veces a la menor, mordió una de sus mejillas tan fuerte al punto de casi desprenderla de su rostro, y luego en un intento de extraer su semen con un destapacaños los intestinos de Na-young se salieron de su cuerpo.
Cuándo Cho Doo-soon creyó que Na-young había muerto, cogió un trapo y comenzó a limpiar la sangre en la escena del crimen. Antes de abandonar la escena, dejó el grifo abierto y salió de la iglesia. Al momento de que Na-young despertara, ella se arrastró como pudo por dentro del recinto hasta encontrar a alguien para que avisaran a la policía.
Cuando llegó la ambulancia, consciente fue capaz de decirles su nombre completo y el teléfono de sus padres, pudiendo así la policía llamarles de inmediato.
Durante el juicio se descubriría el alcance de sus graves lesiones internas y externas.

## Juicio y liberación
Cho fue sentenciado a cadena perpetua, pero su sentencia luego fue reducida a 12 años de prisión debido a que Cho estaba bajo los “efectos del alcohol” y no sabía lo que hacía.
Na-young estuvo presente durante cinco juicios. En estos juicios ella afirmó que Cho olía a alcohol.
Cho fue liberado el 12 de diciembre de 2020.. 